# 圣安德烈斯-德尔雷伊
圣安德烈斯-德尔雷伊（San Andrés del Rey）是西班牙卡斯蒂利亚-拉曼恰瓜达拉哈拉省的一个市镇。总面积15平方公里，总人口50人（2001年），人口密度3人/平方公里。